# Entity (Zvezdna vrata SG-1)
Entity je naslov epizode znanstveno-fantastične serije Zvezdna vrata, v kateri računalnik zvezdnih vrat okuži tuja sonda, ki vdre v bazo z izredno pomembnimi informacijami. Sondo odkrijejo in uničijo, vendar ne povsem. Nihče ne ve, da se je neznano bitje uspelo prebiti do operativne sobe, kjer si počasi pridobiva novo telo, v katerem bo uspešno shranilo vse pridobljene podatke. Ekipa SG-1 bitje nazadnje vendarle odkrije. Medtem ko bi ga O'Neill rad uničil, Carterjeva in Daniel menita, da bi morali z njim najprej navezati stik.